# Lijst van voetbalinterlands Syrië - Vietnam
Deze lijst van voetbalinterlands is een overzicht van alle officiële voetbalwedstrijden tussen de nationale teams van Syrië en Vietnam. De landen hebben tot op heden drie keer tegen elkaar gespeeld. De eerste ontmoeting, een kwalificatiewedstrijd voor de Azië Cup 2011, werd gespeeld in Hanoi op 14 november 2009. Het laatste duel, een vriendschappelijke wedstrijd, vond plaats op 20 juni 2023 in Nam Định.

## Wedstrijden
| № | Plaats   | Datum            | Competitie                 | Wedstrijd       | Uitslag |
| - | -------- | ---------------- | -------------------------- | --------------- | ------- |
| 1 | Hanoi    | 14 november 2009 | Azië Cup 2011 kwalificatie | Vietnam − Syrië | 0 − 1   |
| 2 | Aleppo   | 18 november 2009 | Azië Cup 2011 kwalificatie | Syrië − Vietnam | 0 − 0   |
| 3 | Nam Định | 20 juni 2023     | Vriendschappelijk          | Vietnam − Syrië | 1 − 0   |

## Samenvatting
| Competitie            | Totaal gespeeld | Winst Syrië | Gelijk | Winst Vietnam | Doelsaldo Syrië – Vietnam |
| --------------------- | --------------- | ----------- | ------ | ------------- | ------------------------- |
| Azië Cup-kwalificatie | 2               | 1           | 1      | 0             | 1 − 0                     |
| Vriendschappelijk     | 1               | 0           | 0      | 1             | 0 − 1                     |
| Totaal                | 3               | 1           | 1      | 1             | 1 − 1                     |

SFA · A-internationals · Syrisch vrouwenelftal
1940 - 1949 · 
1950 - 1959 · 
1960 - 1969 · 
1970 - 1979 · 
1980 - 1989 · 
1990 - 1999 · 
2000 – 2009 · 
2010 – 2019 ·
2020 − 2029
Afghanistan ·
Algerije ·
Australië ·
Bahrein ·
Bangladesh ·
Cambodja ·
China ·
Cyprus ·
Egypte ·
Filipijnen ·
Griekenland ·
Guam ·
Haïti ·
Hongkong ·
India ·
Indonesië ·
Irak ·
Iran ·
Japan ·
Jemen ·
Jordanië ·
Kazachstan ·
Kirgizië ·
Koeweit ·
Laos ·
Libanon ·
Libië ·
Malediven ·
Maleisië ·
Marokko ·
Mauritanië ·
Mauritius ·
Myanmar ·
Nepal ·
Noord-Korea ·
Oezbekistan ·
Oman ·
Pakistan ·
Palestina ·
Qatar ·
Rusland ·
San Marino ·
Saoedi-Arabië ·
Singapore ·
Soedan ·
Sovjet-Unie ·
Sri Lanka ·
Tadzjikistan ·
Taiwan ·
Thailand ·
Tunesië ·
Turkije ·
Turkmenistan ·
Venezuela ·
Verenigde Arabische Emiraten ·
Vietnam ·
Wit-Rusland ·
Zuid-Jemen ·
Zuid-Korea ·
Zweden
VFF · 
A-internationals · 
Vietnamees vrouwenelftal
1991 – 1999 ·
2000 – 2009 ·
2010 – 2019 ·
2020 − 2029
Afghanistan ·
Albanië ·
Australië ·
Bahrein · 
Bangladesh · 
Bosnië en Herzegovina · 
Cambodja · 
China · 
Curaçao ·
Estland · 
Filipijnen · 
Guam · 
Guinee ·
Hongkong · 
India · 
Indonesië · 
Irak ·
Iran · 
Jamaica · 
Japan ·
Jemen · 
Jordanië ·
Kazachstan · 
Kirgizië ·
Koeweit · 
Laos · 
Libanon · 
Macau · 
Malediven · 
Maleisië · 
Mongolië · 
Mozambique ·
Myanmar · 
Nepal · 
Noord-Korea ·
Oezbekistan · 
Oman · 
Palestina ·
Qatar ·
Rusland ·
Saoedi-Arabië · 
Singapore · 
Sri Lanka · 
Syrië · 
Tadzjikistan · 
Taiwan · 
Thailand · 
Turkmenistan · 
Verenigde Arabische Emiraten · 
Zimbabwe · 
Zuid-Korea